# Axel Springer

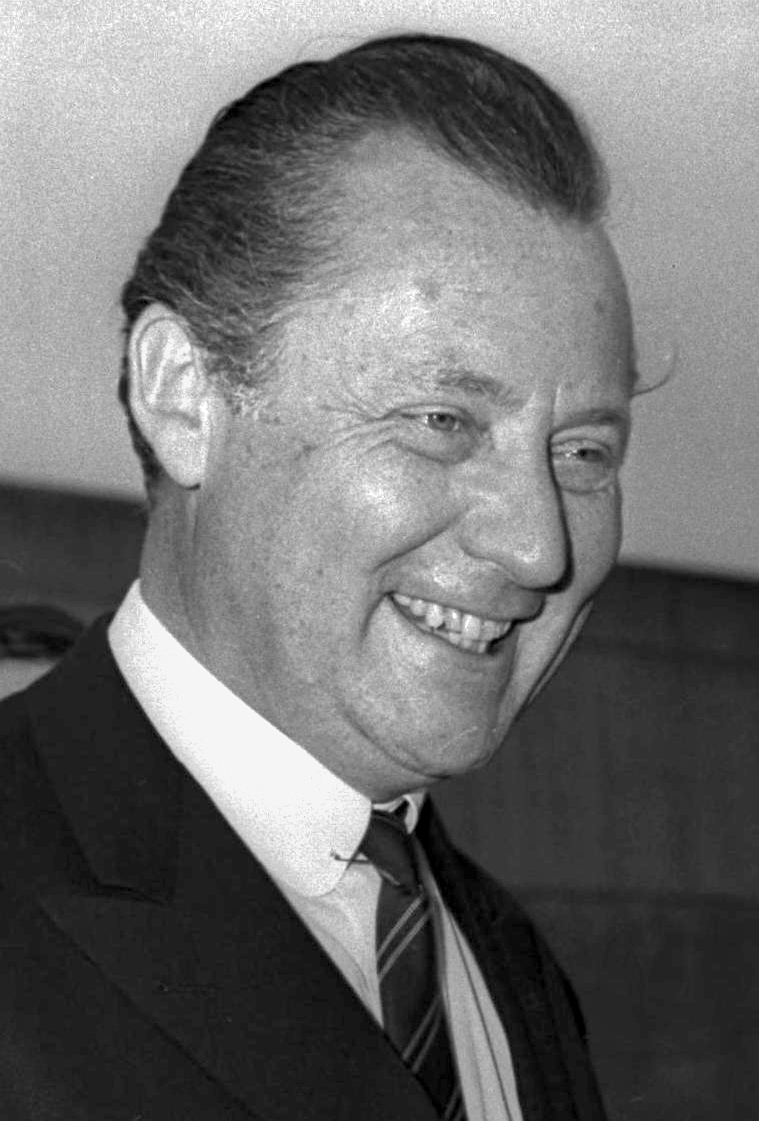
Axel Springer, 1966

Axel Cäsar Springer (* 2. Mai 1912 in Altona bei Hamburg; † 22. September 1985 in West-Berlin) war ein deutscher Zeitungsverleger sowie Gründer und Inhaber der heutigen Axel Springer SE.

## Leben

### Karriere

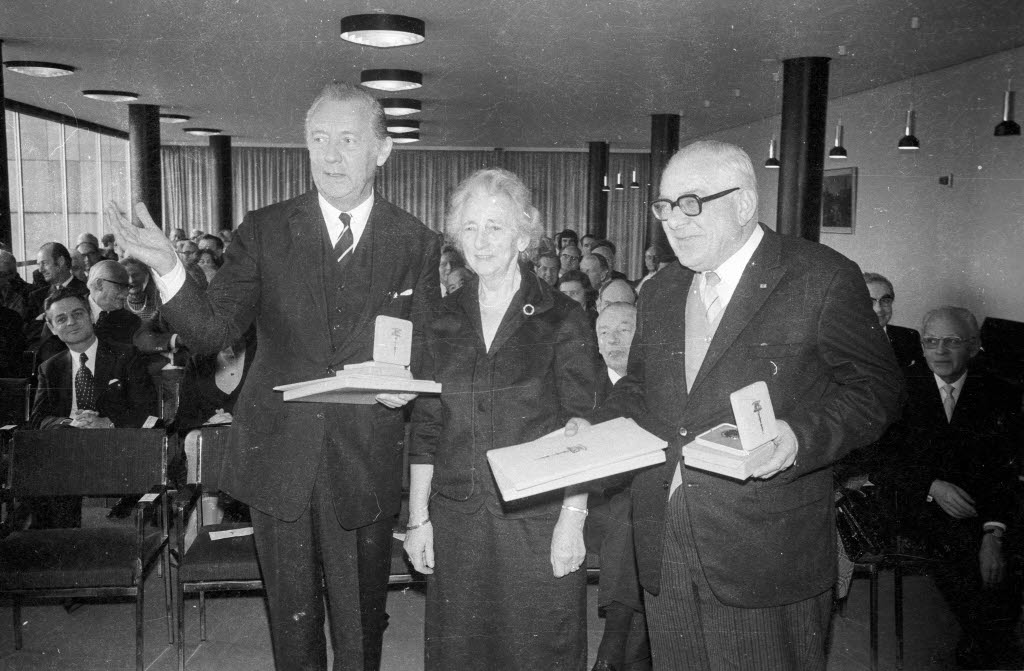
Axel Springer (li.), 1974

Axel Springer machte nach dem Besuch eines Realgymnasiums in den Jahren 1928–1932 eine Lehre als Setzer und Drucker im Betrieb seines Vaters Hinrich Springer. Es folgte ein Volontariat in der Nachrichtenagentur Wolffs Telegraphisches Bureau und der Bergedorfer Zeitung.
1933 kehrte Springer zurück zur väterlichen Zeitung Altonaer Nachrichten, später Hamburger Neueste Zeitung. 1935 stieg er zum stellvertretenden Chefredakteur auf, ehe das Blatt 1941 auf Verfügung der Nationalsozialisten im Rahmen der ersten von drei großen Presse-Stilllegungsaktionen aufgrund Papierverknappung eingestellt wurde. Daher arbeitete Axel Springer ab 1941 als Verleger für belletristische Literatur im familieneigenen Verlag.

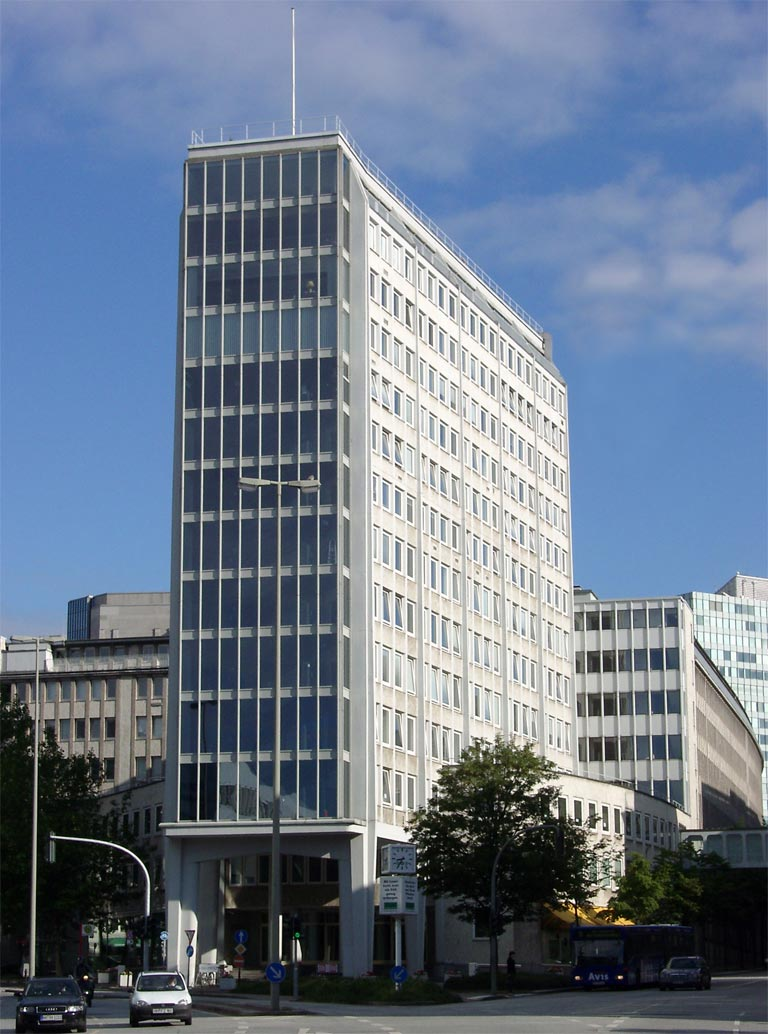
Axel-Springer-Verlagshaus in Hamburg, 2004

Ende 1945 erhielt Axel Springer zusammen mit seinem Vater von der in Hamburg zuständigen englischen Militärregierung eine Lizenz zur Publikation von Büchern. Sein Vater und er verlegten zunächst Kalender und ab 1946 die Nordwestdeutschen Hefte, in denen Beiträge des neu gegründeten Nordwestdeutschen Rundfunks (NWDR) gedruckt wurden. Mit der Gründung der Hör Zu! 1946 begann der Aufstieg seines Imperiums. Zusammen mit dem Verleger John Jahr senior erhielt Springer 1948 die Lizenz für die Zeitschrift Constanze, die ein weiterer Erfolg seines neu gegründeten Verlages wurde. Im selben Jahr gab er das Hamburger Abendblatt als erste vom Hamburger Senat lizenzierte Tageszeitung heraus.
Beim Aufbau des Zeitungsverlages kam es den Springers zugute, dass die Briten in Hamburg das Kommunikationszentrum für ihre Besatzungszone eingerichtet hatten. In Hamburg erschienen auch die ersten Parteizeitungen.
Ab 1950 wurde von Springer das Hamburger Verlagshaus in der Kaiser-Wilhelm-Straße errichtet. Springers Rundfunk- und Fernsehzeitschrift Hör Zu! (später Hörzu) erreichte erstmals eine Auflage von über einer Million. 1952 konzipierte er sein mediales Erfolgsrezept: Die erste Ausgabe der Boulevardzeitung Bild, die seither täglich erscheint. Die Bild-Zeitung prägt bis heute stark polarisierend das Meinungsbild einer Millionenleserschaft und war jahrzehntelang auflagenstärkste Zeitung Europas (heute noch auflagenstärkste in Deutschland). Springers schnell wachsender Medienkonzern kaufte 1953 von den Briten Die Welt, Das Neue Blatt und die Welt am Sonntag. 1956 erfolgte eine Beteiligung am Berliner Ullstein Verlag; im selben Jahr erschien die erste Ausgabe der Bild am Sonntag. 1959 gleichzeitig übernahm er die Mehrheit an der Ullstein-Gruppe mit den Tageszeitungen B.Z. und Berliner Morgenpost im Westteil Berlins.
1961 verkaufte Springer seine Anteile an der Zeitschrift Constanze an seinen Verlegerkollegen John Jahr. In den Jahren 1964/65 übernahm Springer das Boulevardblatt Mittag, die Zeitschriften Bravo und twen, die Sportillustrierte kicker sowie den Münchner Verlag Kindler & Schiermeyer. Sein Generalbevollmächtigter wurde Christian Kracht senior. 1966 gründete er die Zeitschrift Eltern.
1966 eröffnete Springer im Beisein von Bundespräsident Heinrich Lübke sein neu errichtetes Verlagshaus an der Kochstraße (dort heute: Rudi-Dutschke-Straße) Ecke Lindenstraße (dort heute: Axel-Springer-Straße) in Berlin-Kreuzberg in unmittelbarer Nähe zur Berliner Mauer. 1967 wurde der Hauptsitz des Verlages komplett dorthin verlegt.
1968 übte eine Kommission der Bundesregierung zusätzlichen Druck auf den Zeitungsmogul aus und kritisierte seine Aufweichung der Pressefreiheit in Deutschland. Als Zugeständnis verkaufte Springer daraufhin seine Anteile der Publikationen Bravo, Das Neue Blatt, Eltern, Jasmin, Kicker und twen. Der deutsche Verband der Zeitungsverleger BDZV würdigte dies mit einer Anerkennung. In den beiden Folgejahren trieb Springer die Fusion seiner Subunternehmen Ullstein, Hammerich & Lesser und Axel Springer & Sohn voran und wurde 1970 Alleinaktionär und Aufsichtsratsvorsitzender der Axel Springer Verlag AG, zudem erfolgte der Zukauf der Regionalzeitungen Bergedorfer Zeitung und Lübecker Nachrichten, was erneut den Missmut der Medienwächter erweckte.
Bei einem von der Terrororganisation Rote Armee Fraktion (RAF) verübten Bombenanschlag auf das Hamburger Springer-Hochhaus 1972 wurden 17 Mitarbeiter verletzt. 1973 nahm Springer in Kettwig (seit 1975 ein Stadtteil von Essen) seine sechste Druckerei in Betrieb und somit zugleich die damals größte Offsetdruckerei in Europa.
1976 gründete Springer die Zeitschrift Kontinent, in der verfolgte osteuropäische Dissidenten und Schriftsteller sich äußern und publizieren durften. Im selben Jahr startete er diverse „Special Interest“-Titel (Fachjargon für Fachzeitschriften) wie Musikjoker, Ski-Magazin und das Tennis magazin. Überdies erwarb Springer Anteile der Münchner Zeitungs-Verlag GmbH & Co KG. Sein Begehren auf einen Kauf der Mehrheitsanteile an dem Münchener Verlag wurde jedoch wie schon früher vom Bundeskartellamt untersagt, um einer Hegemonie in der deutschen Presselandschaft Einhalt zu gebieten.
Der Journalist und Schriftsteller Günter Wallraff hatte sich inkognito unter dem Pseudonym „Hans Esser“ als Mitarbeiter bei der Bild-Zeitung einstellen lassen. Auf der Grundlage der so erworbenen Insider-Kenntnisse kritisierte er 1977 in seinem Enthüllungsbuch Der Aufmacher die Methoden des Springer-Verlags. Der daraufhin vom Verlag gegen Wallraff geführte Prozess dauerte bis 1981 und wurde am Ende zu Wallraffs Gunsten entschieden.
 Nach dem Mord am Vorstandssprecher der Dresdner Bank, Jürgen Ponto, am 30. Juli 1977 wurde die Studentin Eleonore Poensgen zwar verhaftet, aber auf Grund von Zeugen-Aussagen nach wenigen Tagen aus der Untersuchungshaft wieder entlassen. Dennoch bezeichnete die Bild-Zeitung sie als „Terroristen-Mädchen“. Die Welt erfand nach der Freilassung: „Das Fräulein Poensgen hat für ein Alibi vorgesorgt.“ Der Springer-Verlag wurde daraufhin im Oktober 1977 vom Deutschen Presserat gerügt und 1979 in zweiter Instanz zu 25.000 DM Schmerzensgeld verurteilt.
1978 gründete Springer das Journal für die Frau.
Aufgrund des Suizids seines Sohnes 1980 zog sich Springer zunehmend zurück und übergab nach und nach das Zepter für sein Zeitungsimperium an verlagsinterne Vertraute. Diese waren Peter Boenisch, Günter Prinz sowie seine Frau Friede. Er stieß weitere Anteile seines Verlages ab. Ein erneutes Veto des Kartellamtes ließ zunächst den Verkauf seiner Anteile am Burda-Verlag scheitern; schließlich wurde dem 1983 doch zugestimmt. Im selben Jahr gingen Springers letzte mitkonzipierte Publikationen Bild der Frau und die TV-Illustrierte Bildwoche (wiederum als Scheinkonkurrenz zur Hörzu) an den Start.
1985 veräußerte er 49 Prozent des Gesamtkapitals seines Imperiums an verschiedene Interessenten; der Verlag wurde an die Börse gebracht.

### Familie
Der Vater Axel Springers war der Verleger Hinrich Springer aus Altona, Inhaber des Verlages Hammerich & Lesser, Verleger der Altonaer Nachrichten und Schatzmeister der Deutschen Demokratischen Partei (DDP). Seine Mutter war Ottilie Springer, geb. Müller.
1933 heiratete Axel Springer die Hamburger Baumeistertochter Martha Else Meyer (* 1913 in Hamburg; † 27. Juni 2007 in Hamburg-Winterhude). Ende desselben Jahr kam die gemeinsame Tochter Barbara (16. Dezember 1933–21. September 2024) zur Welt. Nach den Nürnberger Rassegesetzen in der Zeit des Nationalsozialismus wurde Meyer als sogenannte „Halbjüdin“ eingestuft. Die Ehe wurde 1938 geschieden. Nach dem Krieg heiratete sie den Kaufmann Fred Funke, den sie 1939 kennengelernt hatte. Nach eigenen Aussagen unterhielt sie mit Springer, der ihr eine Wohnung und Geld schenkte, ein freundschaftliches Verhältnis bis zu seinem Tod.
1939 begann Springers zweite Ehe mit der Berlinerin Erna Frieda Berta Holm.
1941 wurde sein Sohn Axel Springer junior geboren, der später unter dem Pseudonym Sven Simon als Fotojournalist und Chefredakteur der dann vom Vater verlegten Welt am Sonntag bekannt wurde. Axel Springer selbst blieb aufgrund eines roten Ausmusterungsscheins (dauernde Wehrdienstunfähigkeit) von jeglichem Kriegseinsatz verschont.
1953 heiratete Springer seine dritte Frau Rosemarie Alsen, geborene Lorenz, Tochter von Werner Lorenz.

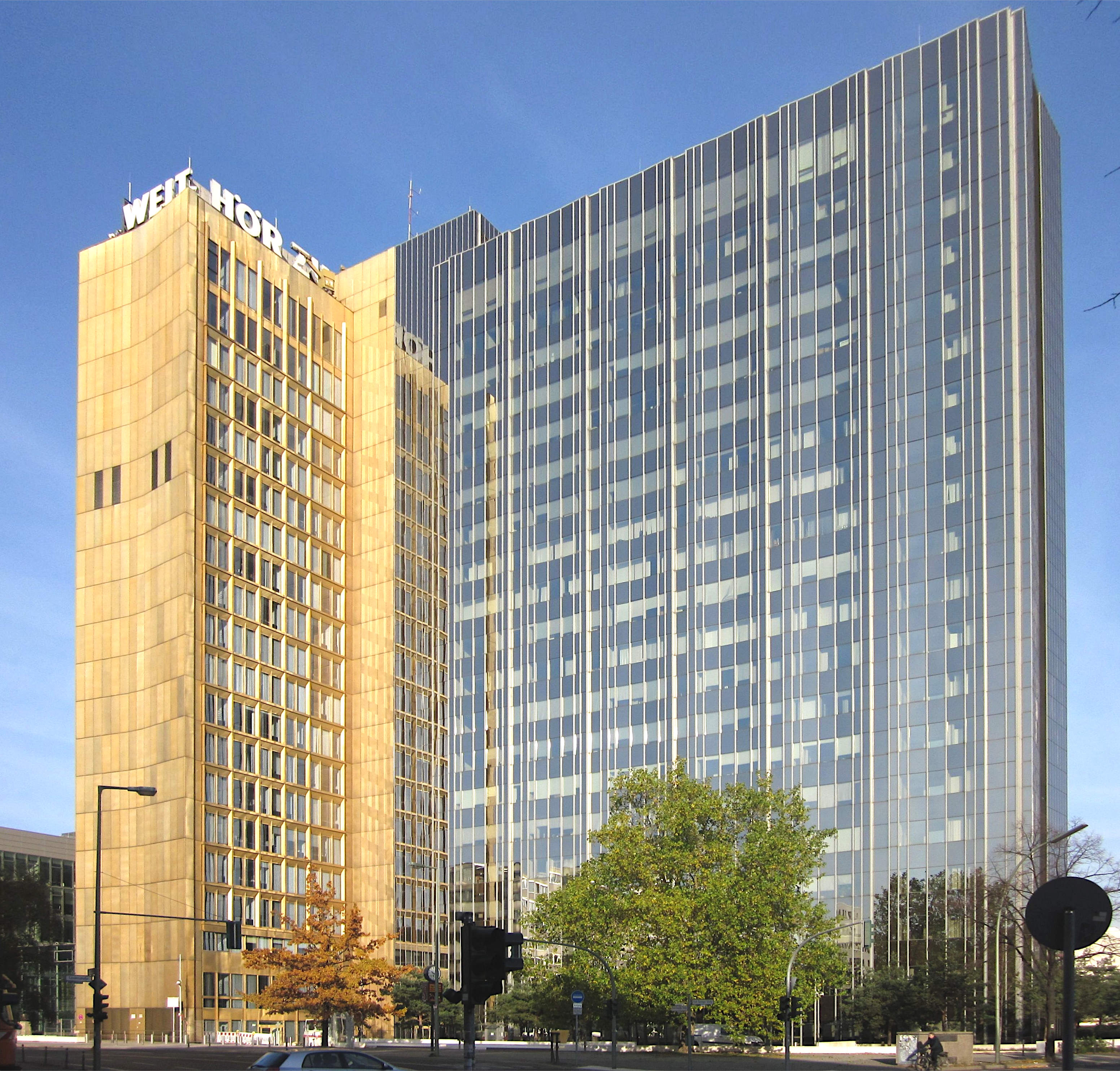
Hauptsitz des Axel Springer Verlags in Berlin an der ehemaligen Sektorengrenze, 2010

1961 trennte er sich von seiner Frau Rosemarie, um 1962 die vierte Ehe mit Helga Alsen, geb. Ludewig, einzugehen. Helga Alsen war ebenso wie Rosemarie Alsen zuvor mit Springers Nachbarn Horst-Herbert Alsen verheiratet. Aus dieser Ehe stammt Springers Sohn Raimund Nicolaus (1962–2022).
1978 heiratete er seine fünfte und letzte Frau, Friede, die ab 1965 als Kindermädchen im Hause Springer gearbeitet hatte.
Sein Sohn Axel Springer junior beging am 3. Januar 1980 auf einer Hamburger Parkbank Suizid. Dieses Ereignis belastete den Vater schwer. In der Folgezeit zog sich der Verleger zunehmend aus der Öffentlichkeit auf sein Anwesen auf Sylt zurück.

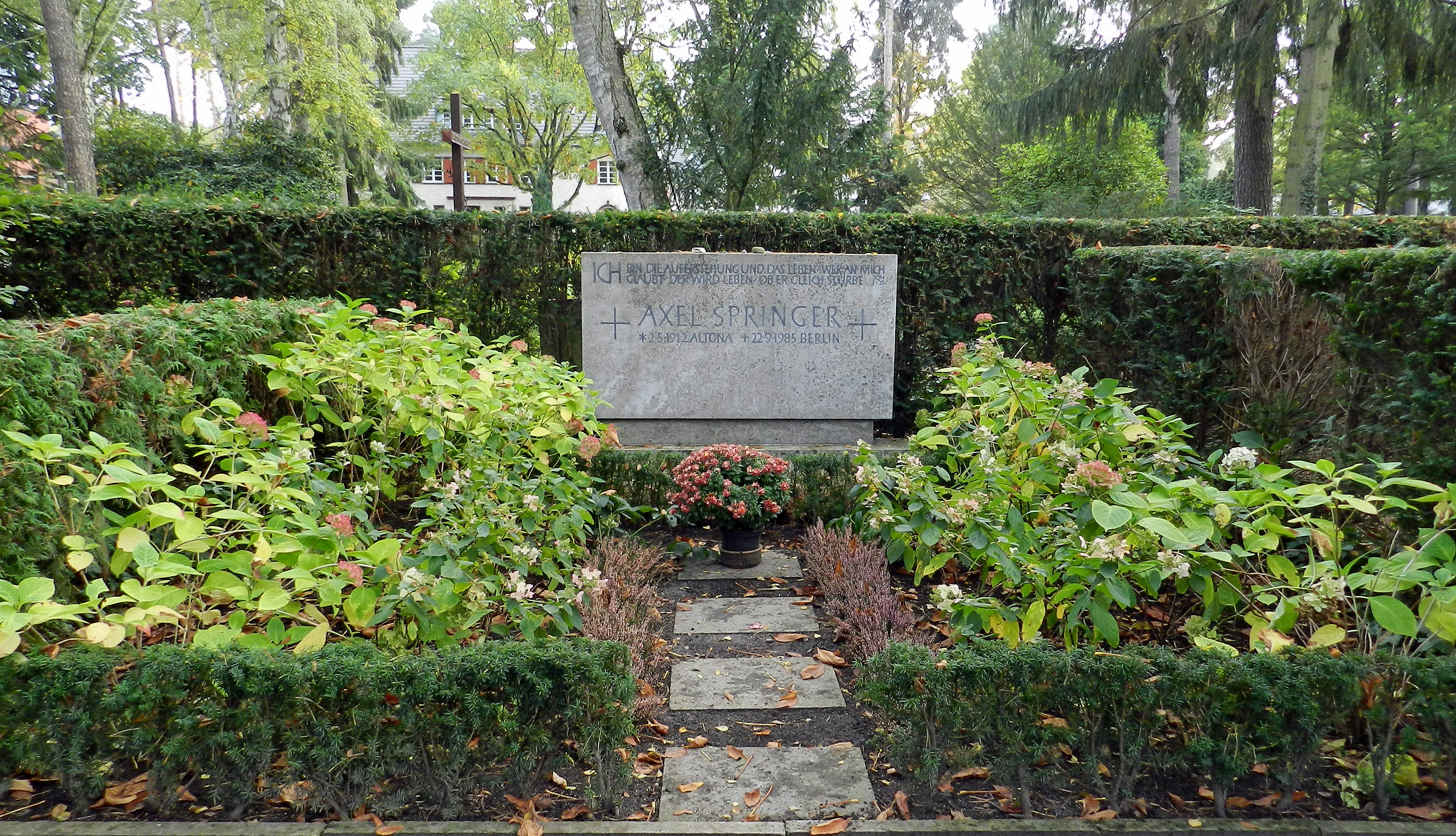
Grabstätte

Am 22. September 1985 starb Axel Cäsar Springer im Martin-Luther-Krankenhaus in West-Berlin und wurde vom Bischof der Selbständigen Evangelisch-Lutherischen Kirche, Jobst Schöne, auf dem Evangelischen Kirchhof Berlin-Nikolassee beerdigt. Sein Grab ist als Ehrengrab der Stadt Berlin gewidmet. Das Erbe Axel Springers wird überwiegend von seiner fünften Ehefrau Friede Springer verwaltet.

### Zur Person

#### Persönliches
1948 wurde Springer Mitglied der Hamburger Freimaurerloge „Die Brückenbauer“ o. O. in der auch Paul Sethe (FAZ), Fritz Sänger (dpa), Carlo Schmid, Ernst Fromm, Rolf Dahlgrün und Rolf Appel Mitglieder waren. Auf Springers Wunsch wurden in den 1950er Jahren die monatlichen Kolloquien in seiner privaten Bibliothek abgehalten. Der Journalist Michael Jürgs schrieb 1995, Springer habe sich im Sommer 1957 für den wiedergeborenen Messias gehalten. Er wurde durch Vertraute weitgehend abgeschirmt und durch gesundheitliche Probleme entschuldigt.
1972 wurden Brandanschläge auf Springers Gästehaus „Klenderhof“ in Kampen auf Sylt und auf sein Chalet bei Gstaad verübt. Das Chalet brannte dabei vollständig nieder. Der Täter konnte nicht ermittelt werden, bis sich der Schweizer Autor Daniel de Roulet 2006 zu dem Anschlag bekannte.
1976 erfolgte eine erneute Auszeichnung Springers durch die Hebräische Universität Jerusalem. Im folgenden Jahr, 1977, erhielt er die Auszeichnung der American Friendship Medal für die freundschaftliche Position seiner Presse zu den USA.
Im Folgejahr 1981 wurde Springer die Ehrendoktorwürde der Universität Boston und der Konrad-Adenauer-Preis der Deutschland-Stiftung verliehen. 1982 erhielt er die Berliner Ernst-Reuter-Plakette.

#### Politisches Engagement
Als Mitarbeiter der Altonaer Nachrichten war er während der Zeit des Nationalsozialismus für antisemitische Propaganda mitverantwortlich. Weiterhin trat er als Anwärter dem NS-Kraftfahrkorps bei.
Um im patriotischen Sinne eine Wiedervereinigung Deutschlands zu erreichen, traf sich Springer im Januar 1958 mit dem sowjetischen Staatschef Nikita Sergejewitsch Chruschtschow. Den idealen Zeitpunkt für die Übergabe seines gemeinsam mit Hans Zehrer erstellten Wiedervereinigungsplanes ließ Springer durch seine persönliche Astrologin errechnen. Bis auf ein ausführliches Interview für die Welt blieb das Treffen allerdings ergebnislos. Als Folge des Scheiterns kam es zum Bruch mit seinem ehemaligen Mentor Zehrer und Springer begann, Chruschtschows Sowjetunion als „Reich des Bösen“ zunehmend journalistisch zu bekämpfen. Im Zuge des Kalten Krieges setzte Springer nun vermehrt Auslandskorrespondenten ein und gründete 1959 den Springer Auslandsdienst (SAD).
Sehr zum Missfallen Axel Springers wurde Mitte der 1960er Jahre das seinem Verlag stets kritisch gegenüberstehende Magazin Der Spiegel in seinem Haus gedruckt.
Privat wie publizistisch setzte sich Springer stark für eine Aussöhnung mit dem jüdischen Volk ein und unternahm mehrere Reisen nach Israel. Er förderte auch das Israel-Museum in Jerusalem; nach ihm wurde dort eine Bibliothek benannt. Von der rechtsextremen Deutschen National- und Soldatenzeitung wurde er 1967 als „nicht-jüdischer Zionist“ bezeichnet, eine Formulierung, die der spätere Springer-Vorstandsvorsitzende Mathias Döpfner 2006 aufgriff.
Das 1966 eröffnete Verlagshaus an der heutigen Rudi-Dutschke-Straße (Ecke Axel-Springer-Straße) in Berlin-Kreuzberg in unmittelbarer Nähe zur Berliner Mauer war eine deutliche Kampfansage des Verlegers und sein Fanal gegen das System der DDR. 1967 wurde indes auch zu einem der unbequemsten Jahre des Springer-Verlags: Während Springer im Ausland nach Frieden suchte, blies ihm im eigenen Land mit der Parole „Enteignet Springer!“ ein heftiger Sturm entgegen und bildete den Auftakt zu den 68er Studentenunruhen. Überdies wuchs die Kritik an dem die Medien dominierenden Verleger, ausgehend von Intellektuellen und Schriftstellern, wie z. B. der Gruppe 47.
Verlagsintern gab Springer vier Grundsätze aus, der dritte Verlagsgrundsatz wurde 2001 ergänzt, so dass es heute fünf Grundsätze sind:
1. Das unbedingte Eintreten für die friedliche Wiederherstellung der Deutschen Einheit in Freiheit.
2. Das Herbeiführen einer Aussöhnung zwischen Juden und Deutschen, hierzu gehört auch die Unterstützung der Lebensrechte des israelischen Volkes.
3. Die Unterstützung des transatlantischen Bündnisses und die Solidarität in der freiheitlichen Wertegemeinschaft mit den Vereinigten Staaten von Amerika.[22]
4. Die Ablehnung jeglicher Art von politischem Totalitarismus.
5. Die Verteidigung der freien sozialen Marktwirtschaft.

Nach der Wiedervereinigung wurde der erste Grundsatzpunkt in „Das unbedingte Eintreten für den freiheitlichen Rechtsstaat Deutschland als Mitglied der westlichen Staatengemeinschaft und die Förderung der Einigungsbemühungen der Völker Europas“ geändert. Um die Nichtanerkennung der DDR als zweiten deutschen Staat zu betonen, wurde sie in den Springer-Zeitungen auf Anweisung Axel Springers in Anführungszeichen geschrieben.
Nach der Erschießung Benno Ohnesorgs 1967 und der einseitigen Berichterstattung der BILD diesbezüglich begannen die Demonstrationen und Proteste einer vorwiegend linksgerichteten Studentenschaft gegen die von ihnen als „Springer-Presse“ betitelten Publikationen aus dem Springer-Verlag, vor allem gegen die BILD-Zeitung, die ein eher bürgerliches und wertkonservatives Welt- und Politikbild vermittelte und den Kommunismus, die studentische Außerparlamentarische Opposition und den SDS unter Rudi Dutschke entschieden bekämpfte. Weitere Studentenunruhen folgten nach dem Attentat auf Rudi Dutschke 1968. Eine der Parolen war „BILD schoss mit“. Axel Springer wurde „Anstiftung zu Straftaten“, Zensur und Entwürdigung der Studenten und ihrer Positionen vorgeworfen. Die Folge waren Brandanschläge auf Springers Firmenfahrzeuge. Springers engster Mitarbeiter Peter Boenisch schaffte es gerade noch, einen Ansturm von Demonstranten auf das Springer-Gebäude in Hamburg zu verhindern.
1975 wurde Axel Springer für seine Bemühungen zur Annäherung der Bundesrepublik Deutschland mit Israel die Ehrendoktorwürde der israelischen Bar-Ilan-Universität verliehen. Für seine konsequente Unterstützung Israels bekam Springer viel Anerkennung aus Israel und er wurde der erste Träger der Leo-Baeck-Medaille für die Aussöhnung zwischen Deutschen und Juden. Als erster Deutscher erhielt der Verleger den Ehrentitel „Bewahrer Jerusalems“.

### Wohnhäuser
Architektonisch interessant ist das Objekt Grotiusweg 79 in Hamburg-Blankenese, auch bekannt als Landhaus Michaelsen (Entwurf Karl Schneider), das seit 1986 das PuppenMuseum Falkenstein der Galeristin Elke Dröscher beheimatet. Springer selbst wollte das Haus 1970 abreißen lassen. Ein weiteres Wohnhaus aus den 1950er Jahren dient heute als Clubhaus des Segelclub Rhe.

### Auszeichnungen

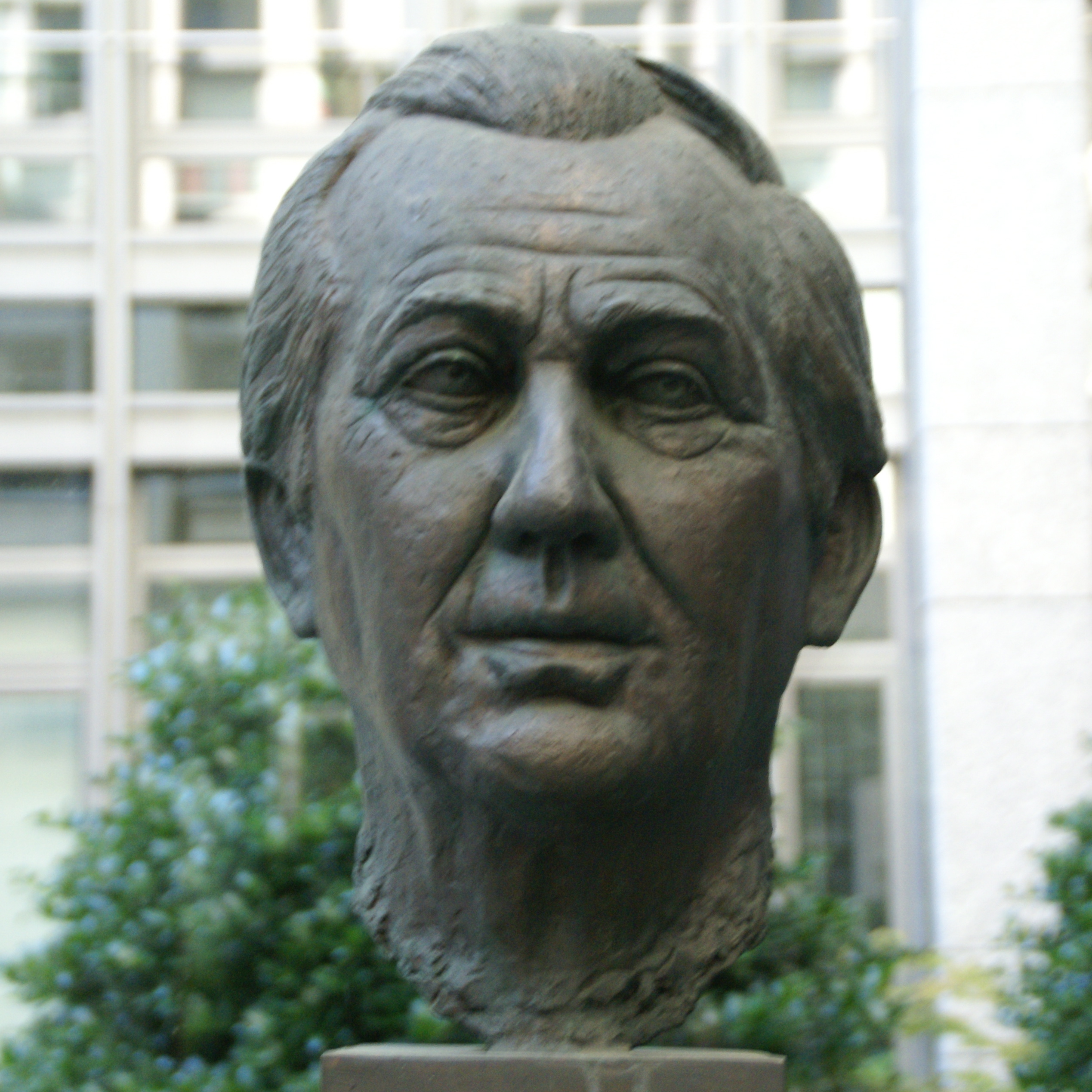
Eine Büste Axel Springers von Kurt Arentz vor dem Haupteingang des Hamburger Verlagsgebäudes

- 1967: Großes Verdienstkreuz mit Stern der Bundesrepublik Deutschland
- 1969: „Honorary Fellow“ des Weizmann-Instituts in Rehovot (Israel)
- 1970: Ehrenplakette des Bundes der Vertriebenen
- 1974: Ehrendoktorwürde der Bar-Ilan Universität in Ramat Gan (Israel)
- 1974: Fritz-Schumacher-Medaille der Alfred Toepfer Stiftung F. V. S.
- 1976: Ehrendoktorwürde der Hebräischen Universität in Jerusalem
- 1976: Jakob Fugger-Medaille des Verbandes der Zeitschriftenverlage in Bayern e. V.
- 1977: Großes Verdienstkreuz mit Stern und Schulterband der Bundesrepublik Deutschland
- 1978: Das New Yorker Leo Baeck Institut für Forschung und Bewahrung der Geschichte der Juden in Deutschland verleiht Axel Springer die Leo-Baeck-Medaille
- 1981: Das Israelitische Wochenblatt in Zürich verleiht Axel Springer den David-Preis
- 1981: Konrad-Adenauer-Preis der Deutschland-Stiftung
- 1982: Heinrich-Stahl-Preis der Berliner Jüdischen Gemeinde anlässlich seines 70. Geburtstages
- 1982: Ernst-Reuter-Plakette der Stadt Berlin
- 1983: Ehrentitel der Stadt Jerusalem „Bewahrer Jerusalems“
- 1985: Goldmedaille des Verbandes der israelischen Tageszeitungsverleger, Goldene Verdienstmedaille des europäischen B’nai B’rith
- postum 1990: Hamburger Bürgerpreis der CDU Hamburg
- postum 2014: Theodor-Herzl-Preis des Jüdischen Weltkongresses (WJC)

## Spielfilme und Dokumentationen
- Der Verleger, 2001, Dramatisierung der Zeit von 1945 bis um 1980 auf Basis der Biografie von Michael Jürgs
- Ich – Axel Cäsar Springer, fünfteiliger Film der DEFA, ausgestrahlt im Deutschen Fernsehfunk der DDR zwischen 1968 und 1970
- Bespitzelt Springer – Wie die Stasi einen Medienkonzern ausspähte, Doku von Tilman Jens, 2009
- Einige Tage im Leben des Axel Springer, Reportage von Renate Harpprecht, 1970, ausgestrahlt am 22. Juli 1970 in der ARD
- Zeugen des Jahrhunderts – Interview mit Axel Springer von 1982, ausgestrahlt im ZDF